# دوبال‌میوه راشی
دوبال‌میوه راشی (نام علمی: Dipterocarpus fagineus) نام یک گونه از سرده دوبال‌میوه‌ها است.